# Мішель Вартен
Мішель Вартен (17 січня 1957) — бельгійський велогонщик.
Срібний призер Олімпійських Ігор 1976 року в гіті на 1 км.
Чемпіон світу з трекових велоперегонів 1986 року в кейріні, срібний призер 1986 (гонка за очками) 1990 (кейрін) років, бронзовий призер 1979 (індивідуальний спринт), 1988 (кейрін) років.
Чемпіон Європи з велоперегонів на треку 1980 року в медісоні.